# Marco Atílio Régulo
Marco Atílio Régulo (morte c. 250 a.C.; em latim: Marcus Atilius Regulus) foi um político da gente Atília da República Romana eleito cônsul por duas vezes, em 267 e 256 a.C. (sufecto), com Lúcio Júlio Libão e Lúcio Mânlio Vulsão Longo respectivamente. Era filho de Marco Atílio Régulo, cônsul em 294 a.C., e pai de Marco Atílio Régulo, cônsul em 227 e 217 a.C..

## Primeiros anos
Atílio Régulo nasceu no território da cidade volsca de Sora, em um local atualmente localizado entre Sora e Balsorano (cujo nome deriva de Vallis Sorana). A data exata é desconhecida, mas os estudiosos acreditam que tenha sido por volta de 299 a.C.. Os Atílios eram a principal família da Campânia quando os habitantes da região ganharam a cidadania romana e o cognome Régulo pode ser uma referência à posição social de "reis" que detinham naquela sociedade(página?).

## Primeiro consulado (267 a.C.)
Marco Atílio foi eleito cônsul pela primeira vez em 267 a.C. com Lúcio Júlio Libão três anos antes da Primeira Guerra Púnica. Segundo Eutrópio, os dois cônsules conduziram a guerra contra os salentinos na Apúlia e os derrotaram rapidamente. Depois, ambos conquistaram boa parte da região, principalmente a cidade de Brindisi, um importante porto que deu aos romanos o controle da embocadura do mar Adriático e era o mais próximo da costa da Grécia, o próximo alvo das intenções expansionistas de uma Roma que já estava mirando novos territórios na planície Padana e na Ilíria.
Por seus sucessos, os dois celebraram juntos um triunfo.

## Segundo consulado (256 a.C.)

Teatro de operações da Primeira Guerra Púnica entre 258 e.
Território siracusano
Território cartaginês
Territórios romanos
1. Batalha naval em Tindaris. Vitória naval cartaginesa em 260, 258 e.
2. Ataque romano a Panormo. Recuo em.
3. Romanos capturam Mitistrato.
4. Romanos retomam Ena e Camarina.
5. Vitória naval romana na Batalha de Ecnomo.
6. Marco Atílio Régulo invade a África

Em 256 a.C., o nono ano da Primeira Guerra Púnica, Roma esta em pleno processo de passagem de uma potência local terrestre para uma potência regional marítima, lutando pelo controle do mar Mediterrâneo. Com a península Itálica praticamente unificada, os romanos se expandiam para além dos Apeninos para além de suas costas.

### Cabo Ecnomo
Quando Atílio Régulo foi eleito cônsul pela segunda vez, como cônsul sufecto depois da morte prematura de Quinto Cedício, as forças romanas na Sicília, sob o comando de Valério Messala haviam conquistado Messana e Hierão II, tirano de Siracusa e aliado romano, havia cercado e conquistado Agrigento, de onde a guarnição cartaginesa, liderado por Aníbal Giscão, escapou por pouco. A frota romana sofreu uma derrota na Batalha das ilhas Líparas, devido sobretudo à imperícia de Cneu Cornélio Cipião Asina, mas logo depois conseguiu uma vitória sob o comando de Caio Duílio na Batalha de Milas. E os romanos conseguiram finalmente plantar cabeças de ponte na Sardenha e Córsega, até então domínios cartagineses.
Com as grandes ilhas sob controle, o senado romano resolveu levar a guerra até a consta do norte da África, invadindo as colônias cartaginesas. Roma preparou uma grande frota com 330 navios e 140 000 soldados na infantaria e os dois cônsules embarcaram para o norte da África, em direção a Cartago, que havia reunido 350 navios e 150 000 soldados. Numa batalha que ficou conhecida como Batalha de Ecnomo, os romanos iniciaram as operações formados em três esquadras. Duas delas, comandadas por Régulo e Vulsão, iam à frente. A outra estava na retaguarda protegendo os navios que transportavam os cavalos romanos. A frota navegava em formação triangular, que oferecia melhor proteção.
Os cartagineses estavam posicionados numa longa linha horizontal com Amílcar no centro e duas alas ligeiramente avançadas nos flancos. Estas alas avançaram, deixando a linha central isolada, o que fez dela um alvo imediatamente. As duas primeiras esquadras foram responsáveis pelo ataque ao centro da tropa cartaginesa. Como os soldados estavam lutando sob a liderança dos dois cônsules, que estavam pessoalmente envolvidos no combate, o moral das tropas era alto e os cartagineses acabaram derrotados depois de uma dura batalha. Em seguida, as esquadradas seguiram para liberar a retaguarda. A esquadra de Vulsão perseguiu a ala esquerda cartaginesa, que estava atacando os navios de transporte enquanto Régulo seguiu diretamente para atacar o almirante Hanão. Salvar os transportes foi essencial para as vitórias romanas seguintes em Áspis ou Clúpea (Kélibia, na Tunísia), pois nelas estavam os cavalos da cavalaria, a comida e os suprimentos necessários para um exército em terra. Depois da batalha, cerca de metade da frota cartaginesa foi capturada ou afundada. Segundo Políbio, foi a maior batalha naval da Antiguidade.
Os dois cônsules desembarcaram na África, rapidamente se reorganizaram e embarcaram novamente em direção ao cabo Bon, desembarcando perto de Áspis, cercando a cidade e deixando ali uma guarnição depois de conquistá-la. Em seguida, os cônsules enviaram as tropas para saquear a região, que era muito próspera. Os soldados reuniram o gado, queimaram as casas dos ricos, capturaram muitos escravos e destruíram as defesas das cidades. Neste meio tempo, o senado instruiu que um dos cônsules voltasse a Roma com a frota deixando o outro na África com o exército. Lúcio Mânlio Vulso Longo voltou com a frota, o butim e os prisioneiros (cerca de 20 000) enquanto Marco Atílio Régulo ficou com quarenta navios, 1 500 elefantes e 500 cavaleiros, assumindo sua capital em Túnis.

## Campanha africana (255 a.C.)
Marco Atílio, com poderes proconsulares, passou a conduzir suas operações energicamente, aproveitando-se da incompetência dos generais cartagineses. O inimigo havia reduzido uma força considerável, liderada por três generais: Asdrúbal Hanão, Bostar e Amílcar, mas eles evitavam as planícies, onde sua cavalaria e seus elefantes de guerra lhes dariam uma considerável vantagem sobre o exército romano, e se retiraram para as montanhas.
Quando os cartagineses finalmente vieram, Atílio Régulo lhes infligiu uma rápida derrota na Batalha de Ádis, na qual foram mortos 15 000 e capturados 5 000 cartagineses, além de dezoito elefantes. Com as tropas cartaginesas seguras em Cartago, Régulo passou a assolar o país livremente. Túnis caiu e os númidas, aproveitando-se da situação, se revoltaram contra os cartagineses, aumentando a devastação. Desesperados, os cartagineses enviaram emissários para tentar a paz. As ordens de Roma pediram o retorno à pátria de parte do exército e da marinha, o que ficou a cargo de seu colega, Lúcio Mânlio Vulsão Longo. Cartago, enquanto tratava a paz, tratou de reorganizar um novo exército e, fortuitamente, um general espartano de habilidades comprovadas, Xantipo, apareceu em Cartago. Ele conseguiu convencer os cartagineses que sua situação se devia à incompetência de seus generais e não à superioridade militar romana e, com a confiança do povo, foi imediatamente colocado à frente do exército cartaginês. 

Campanha de Marco Atílio Régulo no norte da África em 256-

Por outro lado, Atílio Régulo precisava terminar sua guerra antes que seu colega chegasse a Roma e antes que o partido contrário à guerra conseguisse a primazia por causa dos enormes custos econômicos e humanos que já haviam sido incorridos. Por conta disto, ele cometeu o erro de subestimar a força dos cartagineses e impôs termos pesados demais para a paz, tornando a rendição impossível. Cartago então reiniciou as hostilidades com um exército reorganizado sob o comando de Xantipo, que, baseando-se principalmente em sua cavalaria de 4 000 cavaleiros e 100 elefantes, marchou para o campo aberto para enfrentar os romanos. Atílio Régulo, com um exército reduzido e de baixo escalão, mas ainda assim em superioridade numérica, foi completamente derrotado na Batalha de Túnis, na qual trinta mil legionários romanos morreram e Régulo foi feito prisioneiro, junto com quinhentos mais.
Salvaram-se cerca de 2 000 homens que conseguiram voltar para Clupea e foram recolhidos por uma grande frota enviada por Roma sob a liderança dos cônsules do ano seguinte para encerrar definitivamente as hostilidades. A esquadra, ao invés disto, seguiu imediatamente para a Sicília, mas foi quase totalmente destruída numa furiosa tempestade. A guerra continuou na Sicília e no mar por mais treze anos.

## Embaixada e morte
A partir deste ponto nasce a lenda de Marco Atílio Régulo, recontada por Lívio e cantada por Horácio. Conta a tradição que os cartagineses teriam enviado o ilustre prisioneiro a Roma para que ele convencesse seus concidadãos a cederem à paz. O plano era que, se ele não conseguisse fazê-lo, deveria retornar a Cartago para ser executado. Mas Atílio Régulo, durante seus anos de prisão, percebeu as duras condições na cidade inimiga e, provavelmente, as convulsões políticas que sempre marcaram Cartago e eles finalmente tentaram a sorte. Régulo, ao invés de defender a paz, revelou aos romanos as condições político-econômicas dos inimigos exortando os romanos a tentarem um último esforço, pois Cartago não conseguiria resistir à pressão da guerra e seria derrotada. Ao término de seu discurso, honrando a sua palavra, retornou para Cartago e foi torturado e executado. Aparentemente, a tortura infligida a Régulo, que teve as pálpebras cortadas e, famosamente, foi rolado morro abaixo dentro de um barril cheio de pregos, são, na verdade, criações da propaganda bélica romana; Sêneca fala de crucificação. O fato é que, com esta fama, Marco Atílio Régulo, passou de uma figura histórica completamente insípida para uma radiante e transformou-se imerecidamente num lendário herói salvador de seu país, um exemplo de firmeza moral e das virtudes cívicas, a epítome da honestidade.
Não se sabe em que ano esta missão teria ocorrido, o que põe em dúvida se o evento realmente aconteceu. É possível que Roma tenha necessitado de uma figura carismática e heroica (como Marco Fúrio Camilo, Horácio Cocles, Caio Múcio Cévola, Públio Décio Mus e tantos outros heróis romanos) para incitar os cidadãos a aumentarem um já enorme esforço bélico. O ano pode ter sido 250 a.C., quando os cartagineses, depois da derrota na Batalha de Panormo pelo procônsul Lúcio Cecílio Metelo, enviaram uma embaixada a Roma para solicitar a paz ou, pelo menos, o intercâmbio de prisioneiros. É possível supor também o ano de 246 a.C., quando a guerra ganhou renovado ímpeto com a intervenção cartaginesa na Sicília liderada por Amílcar Barca, paí de Aníbal; Roma criou colônias por todo o território potencialmente sujeito a desembarques cartagineses ou com forte presença grega, ainda não completamente subjugados e nem integrados.